# Prije svitanja (1995.)
Prije svitanja (eng. Before Sunrise) je film Richarda Linklatera i Kim Krizan iz 1995.

## Radnja
Radnja se kreće oko francuske studentice Celine koja upoznaje mladog američkog mladića Jesseija na vlaku za Budimpeštu - Beč. Oboje izađu s vlaka u Beču i druže se.
Radnja je najbolje opisana kao minimalistička, jer osim hodanja i razgovaranja, ne događa se previše stvari u filmu. Dva karaktera, njihove ideje, perspektive na život, ljubav, reinkarnacija itd. su ispričani do sitnih detalja. Jesse je prikazan kao cinik romantične duše, a Celine je naizgled romantična, ali s istim sumnjama prema ljubavi kao i Jesse. 
2004. snimljen je i dugoočekivani nastavak, "Prije sumraka" (Before Sunset), s istim redateljom i istom glumačkom ekipom.

## Sinopsis
Film počinje kad Jesse upoznaje Celine na vlaku za Pariz. Započnu razgovarati u vlaku. Jesse putuje u Beč dok Celine odlazi u Pariz nakon što je posjetila svoju baku u Budimpešti.
Kad dođu do Beča, Jesse upita Celine da mu se pridruži. Jesse uvjeri Celine riječima kako će za 10 ili 20 godina, možda biti nesretna u braku i možda će se pitati kojim bi tijekom išao njen život da je izabrala drugog muškarca, te da joj je ovo šansa da upozna samu sebe i da upozna njega. Njegovim riječima, on se opisuje kao "isti dosadni nemotivirani muškarac". Jesse bi trebao uhvatiti let za SAD rano ujutro, te čak nema dovoljno novca kako bi unajmio sobu preko noći, te on i Celine odlučuju kružiti ulicama Beča. Razmjenjuju svoja mišljenja i poglede na život i ljubav.
Negdje tijekom noći, pronađu zajedničku romantičnu točku i spavaju zajedno u parku. Film završava idući dan na željezničkoj postaji, gdje si oboje obećaju kako će se naći na istom mjestu za 6 mjeseci.

## Glumačka ekipa
- Ethan Hawke kao Jesse
- Julie Delpy kao Celine
- Dominik Castell kao ulični pjesnik